# Павиљон број 6
„Павиљон број 6” је југословенски ТВ филм из 1968. године. Режирао га је Јоаким Марушић који је написао и сценарио по делу Антона Чехова.

## Улоге
| Глумац             | Улога                |
| ------------------ | -------------------- |
| Вања Драх          | Дмитрич              |
| Вјенцеслав Капурал |                      |
| Угљеша Којадиновић |                      |
| Драго Крча         |                      |
| Дамир Мејовшек     |                      |
| Младен Шермент     |                      |
| Славко Симић       | Андреј Јефимич Рагин |
| Фабијан Шоваговић  |                      |